# Eudarcia granulatella
Eudarcia granulatella is een vlinder uit de familie echte motten (Tineidae). De wetenschappelijke naam is voor het eerst geldig gepubliceerd in 1852 door Zeller.
De soort komt voor in Europa.